# مخطط طابق

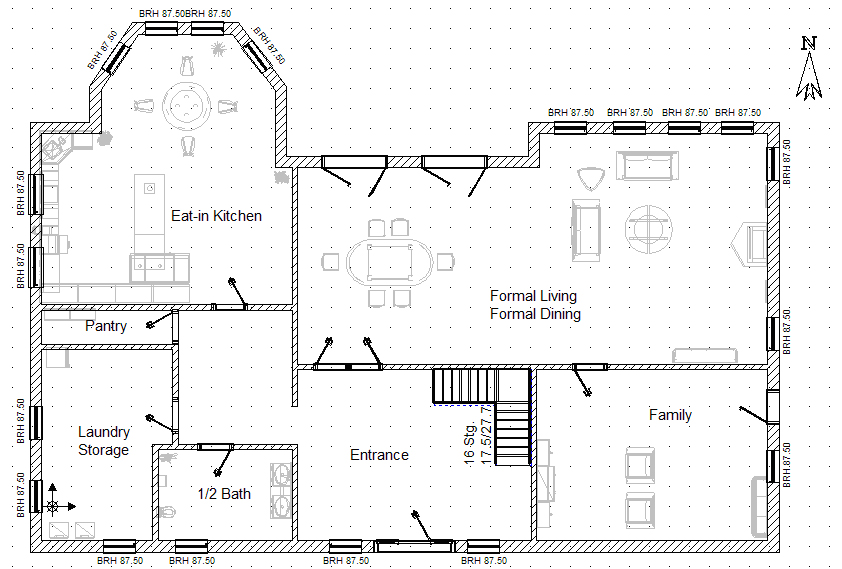

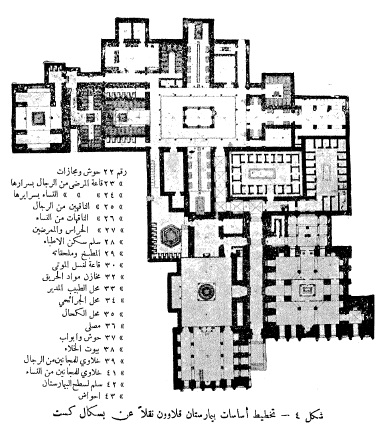
خارطة غرف بيمارستان القاهرة

مخطط الطابق (أو المسقط الافقي) في الهندسة المعمارية هي رسم مصغر لأرضية مبنى بمقياس رسم معين كما يرى من أعلى، ويوضح نسب الغرف والصالات ومكونات المبنى الأخرى. تكتب على الرسم مقاييس اتساع الحجرات بين الحوائط طولا وعرضا، وسمكات الجدران، ومقاييس الأعمدة. وقد يبين مخطط الطابق أيضا مواقع مواسير المياه ومصارف المياه، وسخانات المياه ومداخل المصادر الكهربائية. كما قد تحتوي على معلومات عن تشطيبات الجدران وطرق الإنشاء ورموز لأجزاء كهربائية.
في الهندسة المعمارية يرسم مخطط الطابق عادة في مستوى أفقي يعلو عن الأرض نحو 1 متر. بذلك يمكن بيان فتحات نوافد حيث لا تظهرها رسم في مستوى الأرض. كذلك يمكن تجهيز مخططات الطوابق لبعض الاجزاء بمقياس رسم آخر بغرض توضيح بعض الخصائص أثناء الإنشاء.

## معرض صور

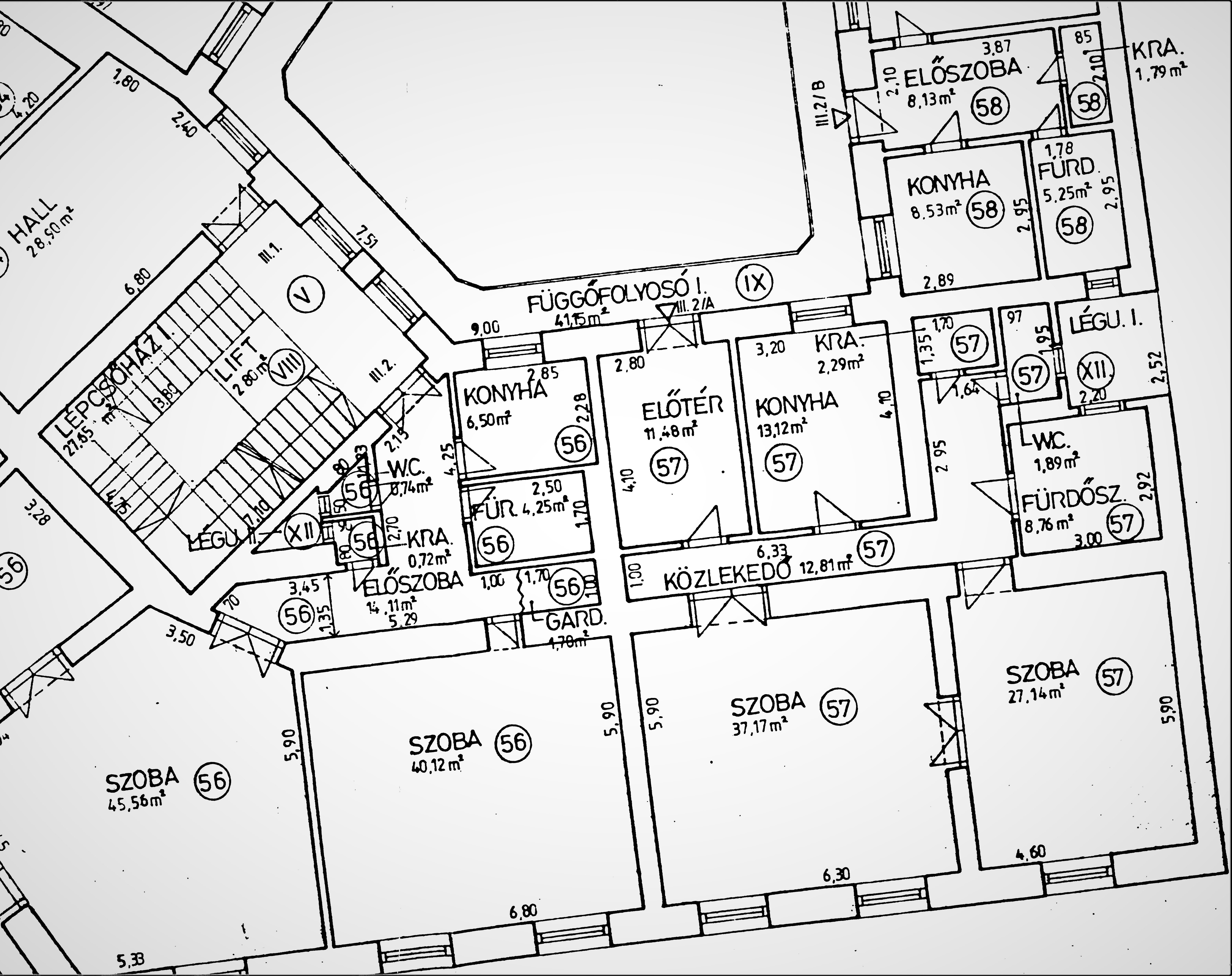
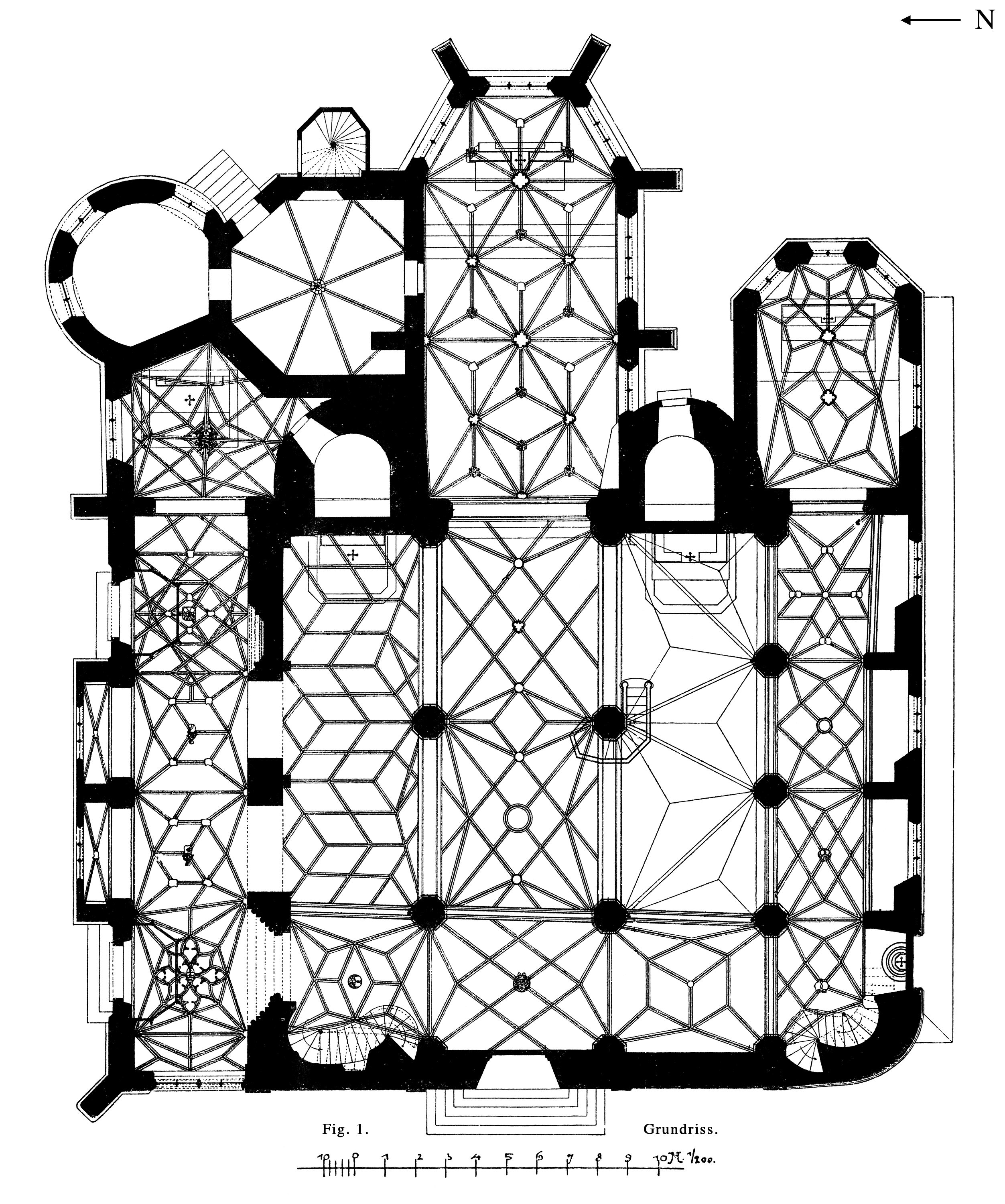
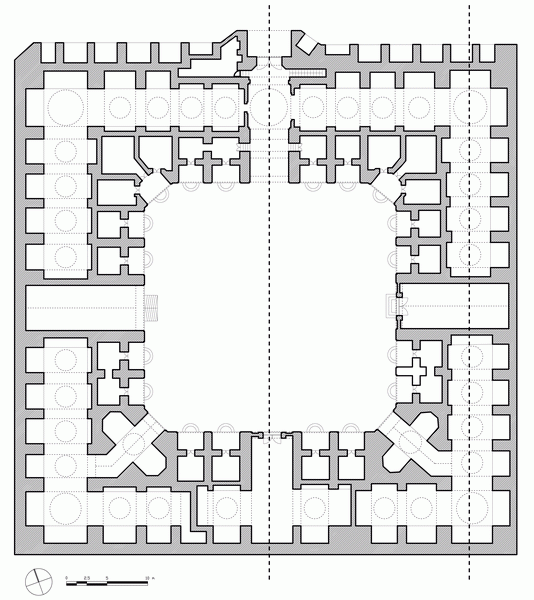

## اقرأ أيضا
- خطة (رسم)
- مقياس الرسم
- خارطة أرضية
- مساحة طابقية (بناء)